# Milledgeville (Georgia)
Milledgeville ist eine City im US-Bundesstaat Georgia und der County Seat des Baldwin County. Sie hat 18.704 Einwohner (Stand: 2019). Sie liegt nordöstlich von Macon und wird im Osten durch den Oconee River begrenzt. Die schnelle Strömung des Flusses hier machte dies zu einem attraktiven Standort für den Bau einer Stadt. Milledgeville war die Hauptstadt von Georgia von 1804 bis 1868. Die Stadt befindet sich am U.S. Highway 441.

## Geschichte
Milledgeville, benannt nach dem Gouverneur von Georgia, John Milledge (im Amt 1802–1806), wurde zu Beginn des 19. Jahrhunderts von europäischstämmigen Amerikanern als neue, zentral gelegene Hauptstadt des Staates Georgia gegründet.
Im Jahr 1803 forderte ein Gesetz der Legislative von Georgia die Gründung und Vermessung einer Stadt, die zu Ehren des damaligen Gouverneurs John Milledge benannt werden sollte. Der Vertrag von Fort Wilkinson (1802) hatte kurz zuvor die indianischen Stämme gezwungen, Gebiete unmittelbar westlich des Oconee River abzutreten. Die weiße Bevölkerung Georgias drängte auf der Suche nach neuem Farmland weiter nach Westen und Süden. Die Stadt Milledgeville entstand in einem Gebiet, das seit langem von den Ureinwohnern bewohnt war.
Im Dezember 1804 erklärte die staatliche Legislative Milledgeville zur neuen Hauptstadt von Georgia. Die neue Planstadt wurde nach dem Vorbild von Savannah und Washington, D.C. errichtet. Milledgeville verlor 1868 den Status als Hauptstadt an Louisville, welcher später Atlanta zufiel. Milledgeville kämpfte um das Überleben als Stadt, nachdem es den Status als Hauptstadt verloren hatte.
Durch die Bemühungen lokaler Führungskräfte wurde 1879 das Middle Georgia Military and Agricultural College (später Georgia Military College) am Statehouse Square gegründet. Am Standort des alten Gefängnisses wurde 1889 das Georgia Normal and Industrial College (später Georgia College & State University) gegründet. Nicht zuletzt aufgrund dieser Institutionen sowie des Central State Hospital entwickelte sich Milledgeville zu einer weniger provinziellen Stadt als viele seiner Nachbarn.
In den 1950er Jahren stellte die Georgia Power Company einen Damm bei Furman Shoals am Oconee River, etwa 8 km nördlich der Stadt, fertig und schuf damit einen riesigen Stausee namens Lake Sinclair. Die Gemeinde am See wurde ein zunehmend wichtiger Teil der sozialen und wirtschaftlichen Identität der Stadt.
In den 1980er und 1990er Jahren begann Milledgeville, aus seinem Erbe Kapital zu schlagen, indem es den historischen Stadtkern wiederbelebte.

## Demografie
Nach der Schätzung von 2019 leben in Milledgeville 18.704 Menschen. Die Bevölkerung teilte sich im selben Jahr auf in 49,8 % Weiße, 45,5 % Afroamerikaner, 1,8 % Asiaten und 2,2 % mit zwei oder mehr Ethnizitäten. Hispanics oder Latinos aller Ethnien machten 8,6 % der Bevölkerung aus. Das mittlere Haushaltseinkommen lag bei 28.632 US-Dollar und die Armutsquote bei 40,1 %.

## Söhne und Töchter der Stadt
- William J. Alston (1800–1876), Rechtsanwalt, Richter und Politiker
- John Basil Lamar (1812–1862), Politiker
- George Pierce Doles (1830–1864), Geschäftsmann und Brigadegeneral der Konföderierten Staaten von Amerika im Sezessionskrieg
- Lewis Holmes Kenan (1833–1871), Politiker
- Charles Herty (1867–1938), Chemiker
- John W. Wilcox, Jr. (1882–1942), Admiral der United States Navy
- Alva M. Lumpkin (1886–1941), Jurist und Politiker
- Joel Godard (* 1938), Ansager der Fernsehsendung Late Night with Conan O’Brien
- Celena Mondie-Milner (* 1968), Sprinterin
- Marjorie Taylor Greene (* 1974), Politikerin
- Rico Washington (* 1978), Baseballspieler